# سوچیتسه
سوچیتسه (به صربی: Sočice) یک منطقهٔ مسکونی در صربستان است که در پریبوی واقع شده‌است. سوچیتسه ۲۶۹ نفر جمعیت دارد.